# ديبورا رينارد
ديبورا رينارد (بالإنجليزية: Deborah Rennard)‏ هي ممثلة أمريكية، ولدت في 4 نوفمبر 1959 بلوس أنجلوس في الولايات المتحدة.

## أعمال

### مسلسلات
- دالاس

## وصلات خارجية
- ديبورا رينارد على موقع IMDb (الإنجليزية)
- ديبورا رينارد على موقع ألو سيني (الفرنسية)
- ديبورا رينارد على موقع أول موفي (الإنجليزية)
- ديبورا رينارد على موقع قاعدة بيانات الأفلام السويدية (السويدية)
- ديبورا رينارد على موقع قاعدة بيانات الفيلم (الإنجليزية)
- ديبورا رينارد على موقع كينوبويسك (الروسية)